# Katharina Pütter
Katharina Pütter (* 6. Mai 1984 in Flensburg) ist eine deutsche Schauspielerin, Autorin und Übersetzerin.

## Leben
Pütter absolvierte nach dem Abitur ein Schauspielstudium an der Akademie für Darstellende Kunst Bayern und stand in dieser Zeit u. a. in Jean Genets Tragödie Die Zofen sowie in Shakespeares Komödie Was ihr wollt unter der Regie von Lis Verhoeven auf der Theaterbühne. In der Filmkomödie Paarreim spielte sie 2008 ihre erste Kinorolle. Es folgten Auftritte bei den KreuzKöllnKops, in der Kinokomödie Männer zum Knutschen und dem Thriller Sesshaft.
Am Ernst-Deutsch-Theater in Hamburg war Pütter unter der Regie von Fred Berndt in Michael Frayns Der Nackte Wahnsinn zu sehen. In dem Theaterstück Zusammen ist man weniger allein übernahm sie in einer deutschlandweiten Tourneeaufführung die Hauptrolle der Camille. Unter der Regie von Andreas Kaufmann spielte sie in Hamburg und an der Komödie im Bayerischen Hof in München die Rolle der Schwester Kelly in Mein Freund Harvey von Mary Chase. Unter der Regie von Hubertus Meyer-Burckhardt war sie in Alan Ayckbourns Theaterstück Halbe Wahrheiten zu sehen. 2017 und 2018 spielte sie am Ernst-Deutsch-Theater die Angélique an der Seite von Volker Lechtenbrink in Molières Komödie Der eingebildete Kranke unter der Regie von Wolf-Dietrich Sprenger. Seit 2019 verkörperte sie die US-Präsidentschaftskandidatin Emely Harper in der Uraufführung von Stefan Zimmermanns Mr. President First. Zur Spielzeiteröffnung 2021/22 stand sie am Hamburger Ernst Deutsch Theater Nora in Nesrin Samderelis „Träum weiter“ auf der Bühne und von 2022 bis 2024 mit Mr. President First im Hoftheater München 2025 spielt sie am Ernst Deutsch Theater in Hamburg in der Uraufführung der Dramatisierung von „Töchter einer neuen Zeit“ aus der Jahrhunderttrilogie von Carmen Korn in der Regie von Gil Mehmert die Kommunistin Käthe Laboe.
Als Sprecherin für Hörspiele und Wortbeiträge ist sie beim Deutschlandradio, Kulturradio vom rbb, NDR und in Fernsehproduktionen von Arte zu hören. Pütter spricht Audioguides für Museen, etwas das Sprengel Museum Hannover, Kunstmuseum Bern, Museum Reinhard Ernst in Wiesbaden oder das Zentrum Paul Klee in Bern.
Sie ist deutschlandweit mit literarischen Lesungen auf der Bühne zu erleben. Mit dem Kontrabassisten Martin Wind steht sie seit 2017 regelmäßig mit dem Programm New York, New York – Die Stadt und ihre Neurotiker auf der Bühne. 2021 waren die beiden zusätzlich mit dem Programm Magie der Farben u. a. im St. Johannes-Kloster Schleswig, im Adeligen Kloster Preetz und auf dem Museumsberg Flensburg zu hören. Im Rahmen des Salonfestivals war Katharina Pütter seit 2015 in den Formaten Literatur zu Gast und Kluge Köpfe zu Gast mit literarischen Lesungen und in Gesprächen dabei, u. a. mit Giovanni di Lorenzo, Omar Akbar und Johannes Kister.
Für die Ausgabe von August 2021 des Lyrikmagazins Dreizehn Gedichte steuerte Pütter einige Essays bei. Dazu hat sie einige biografische Porträts geschrieben, von denen 2016 eine Auswahl im Buch Leben geht weit – Zehn Flensburger veröffentlicht wurde.
Sie ist die Übersetzerin des Theaterstücks Linda der englischen Autorin Penelope Skinner, das im Theaterverlag Jussenhoven & Fischer erschienen ist. Die Deutsche Erstaufführung hatte im November 2019 Premiere am Düsseldorfer Schauspielhaus unter der Regie von Marius von Mayenburg und wird auch in der Spielzeit 2024/25 dort gespielt. Weitere Inszenierungen von Linda folgten am Staatstheater Augsburg, Schauspielhau Graz, Hans-Otto-Theater-Potsdam, Theater Kanton Zürich und Schlosstheater Celle. Pütter übersetzte das Drama Lammfromm (Meek), ebenfalls von Penelope Skinner, aus dem Englischen ins Deutsche und das Stück Die Geliebte (The Mistress) von Arnold Wesker. 2022 erschienen ihre deutschen Übersetzungen von Die Trümmer der Zivilisation (The Ruins of Civilisation, deutschsprachige Erstaufführung am Theater Pforzheim) und Freundliche Monster (Friendly Monsters) von Penelope Skinner. 2024 erschien ihre deutsche Übersetzung von Lyonesse von Penelope Skinner, die deutschsprachige Erstaufführung inszeniert Constanze Hörlin am Theater Baden-Baden. In der Regie von Sebastian Schug folgt 2025 die Schweizer Erstaufführung an den Bühnen Bern.
Sie ist Mitglied im PEN Berlin. Pütter lebt in Berlin.

## Übersetzungen
- Theaterstück Linda von Penelope Skinner; aus dem Englischen, Verlag Jussenhoven & Fischer, Köln 2017[35]
- Theaterstück Lammfromm von Penelope Skinner; aus dem Englischen, 2019, Verlag Jussenhoven & Fischer, Köln 2019[26]
- Theaterstück Die Geliebte von Arnold Wesker; aus dem Englischen, Verlag Jussenhoven & Fischer, Köln 2020[27]
- Theaterstück Die Trümmer der Zivilisation von Penelope Skinner; aus dem Englischen, Verlag Jussenhoven & Fischer, Köln 2022[36]
- Theaterstück Freundliche Monster von Penelope Skinner; aus dem Englischen, Verlag Jussenhoven & Fischer, Köln 2022[37]
- Theaterstück Lyonesse von Penelope Skinner; aus dem Englischen, Verlag Jussenhoven & Fischer, Köln 2024[38]

### Als Sprecherin in Hörspielen und Hörbüchern
- Timur Vermes: U. Regie: Sven Stricker
- Dreizehn Gedichte. Regie: Sven Stricker und Roman Neumann
- Kathrin Lange: 40 Stunden – Regie: Sven Stricker
- Aldous Huxley: Schöne neue Welt. – Regie: Regine Ahrem[39]
- Sven Stricker: Sörensen fängt Feuer. – Regie: Sven Stricker[40]
- Julia Böhme: Conni und die Nacht im Museum. – Regie: Michael Berg[41]
- Anna Christ und Jonas Pflaumer: Fremdgänger. – Regie: Roman Neumann[42]
- Fürst Pückler & Henriette Sontag: Durch Liebeshand gehoben. – Regie: Ralf Ebel
- Most Wanted – Die meistgesuchten Verbrecher der Welt. True Crime Serie, 2 Staffeln[43]
- John Sinclair – Pandoras Botschaft. Folge 96[44]
- Dorian Hunter – Die Masken des Doktor Faustus. Folge 25[45]